# Sceloporus hondurensis
Sceloporus hondurensis (гондураська колюча ігуана) — вид ігуаноподібних ящірок родини фриносомових (Phrynosomatidae). Ендемік Гондурасу. Описаний у 2018 році.

## Поширення і екологія
Гондураські колючі ігуани широко поширені в горах Гондурасу, від гір Номбре-де-Діос і Сьєрра-Піхоль на схід до гір Сьєрра-де-Агальта та на південь до гір Кордильєра-де-Депільто, а також в горах департаменту Чолутека на південному сході країни. Вони живуть у вологих гірських тропічних лісах, хмарних і карликових лісах. Зустрічаються на висоті до 2300 м над рівнем моря.